# Valdir Agostinho Piran
Valdir Agostinho Piran, mais conhecido como Valdir Piran, é um empresário e investidor brasileiro, fundador do Grupo Piran, grupo de empresas que atua desde 1993 nas aéreas financeira e Imobiliaria.
O Grupo Piran, atua e participa de negócios em diversos estados brasileiros tendo escritórios instalados em Brasília, Cuiabá e São Paulo. A empresa carrega em seu nome a história de uma família empreendedora, que atravessou diversos ciclos econômicos, construindo laços de respeito e confiança com seus clientes, parceiros e colaboradores.

## Causas Sociais
Valdir Piran credita que uma empresa tem que estar inserida nas questões sociais de sua comunidade, proporcionando alternativas de inclusão social e financiando projetos de benfeitorias, assim, o Grupo Piran apoia desde 2004 algumas iniciativas de desenvolvimento social.